# Orglar
Orglar je izraz, ki ima po Slovarju slovenskega knjižnega jezika dva različna pomena, pri čemer se sama beseda različno naglasi:
- órglar – kdor igra na orgle (glasbenik)
- orglár – kdor izdeluje orgle (glasbilar)

V današnji praksi se beseda uporablja izključno v drugem pomenu, medtem ko je za prvi pomen običajna oznaka organist (predvsem kot služba) oziroma orglavec za umetnike igranja na orgle.